# ＃안녕
＃안녕(1992년 ~ )은 대한민국의 가수이다. 